# Абаза, Виктор Иванович
Ви́ктор Ива́нович Абаза́ (1864—1931) — русский офицер-артиллерист, герой Первой мировой войны.

## Биография
Из потомственных дворян Харьковской губернии (рода Абаза), православного вероисповедания.
Окончил Псковский кадетский корпус (1883) и, по 1-му разряду, 2-е военное Константиновское училище в Санкт-Петербурге, откуда был выпущен подпоручиком (ВП 07.08.1885) в 41-ю артиллерийскую бригаду (г. Витебск). Был переведен в 31-ю артиллерийскую бригаду (г. Белгород).
В составе 31-й артиллерийской бригады принимал участие в сражениях русско-японской войны: с 26 марта 1905 года командовал 7-й батареей, с  4 июля 1905 года — 5-й батареей.
Чины: поручик (ВП 23.11.1888), штабс-капитан (за отличие, ВП 25.07.1895), капитан (за отличие, ВП 19.07.1898), подполковник (за отличие, ВП 11.05.1905, старшинство с  06.03.1905), полковник (за отличие, ВП 23.12.1914; старшинство: с 17.08.1914, затем с 17.08.1912, — ВП 09.10.1916, затем с 17.08.1910, — ПАФ 16.06.1917).
17 августа 1910 года назначен командиром 1-й батареи 10-го мортирного артиллерийского дивизиона (сформированного в Белгороде из подразделений 31-й артиллерийской бригады), с которым, в составе 10-го армейского корпуса 3-й армии, вступил в Первую мировую войну.
В ноябре 1914 года был назначен командующим 2-м дивизионом 9-й артиллерийской бригады и на этой должности в чине полковника был до конца войны. Бригада действовала в составе 3-й Армии Юго-Западного (в 1915 году — Западного) фронта, в 1916—1917 годах — в составе 4-й, затем 2-й, Армий Западного фронта.
В февральской и октябрьской революциях 1917 года участия не принимал.
К октябрю 1917 года 9-я артиллерийская бригада была украинизирована и, после ликвидации революционным правительством Советской России «старой» русской армии, кадровый состав её вернулся из Западного фронта в Полтаву, на довоенное место постоянной дислокации.
В 1918 году Виктор Иванович Абаза в чине полковника служил в армии Украинской державы. Был командиром 23-го лёгкого артиллерийского полка. После свержения гетмана Скоропадского служил помощником командира 14-й лёгкой артиллерийской бригады в армии УНР. В мае 1919 года, под Луцком, попал в плен к полякам. Содержался в лагере для военнопленных в Ланьцуте; в июне 1919 года записался добровольцем в «белую» армию Российского государства.
С 14 июня 1919 года — в составе Северо-Западной армии генерала Юденича, с 20 ноября того же года командовал 6-м отдельным лёгким артиллерийским дивизионом.
После ликвидации в январе 1920 года Северо-Западной армии — в эмиграции в Польше. Состоял членом Союза русских военных инвалидов.
Умер в 1931 году в Варшаве, похоронен на православном Вольском кладбище.

## Семья
- Отец: Абаза Иван Васильевич — подполковник[3]
- Мать: Надежда Алексеева
- Брат: Абаза Владимир Иванович (род. 1856 г.)
- Дети:
  - Абаза Татьяна Викторовна, родившаяся 27 мая 1903 года
  - Абаза Владимир Викторович, родившийся 28 декабря 1906 года

## Награды
- Медаль «В память царствования императора Александра III» (1896)
- Орден Святого Станислава 3-й ст. (1900)
- Орден Святой Анны 3-й ст. (ВП 01.07.1900)
- Орден Святого Станислава 2-й ст. (ВП 28.03.1904)
- Орден Святой Анны 2-й ст. с мечами (1905, утв. ВП от 01.01.1906)
- мечи и бант к ордену Святой Анны 3-й ст. (ВП 07.01.1907, стр. 15)
- мечи к ордену Святого Станислава 2-й ст. (ВП 07.01.1907, стр. 16)
- Орден Святого Владимира 4-й ст. с мечами и бантом (ВП 30.03.1907)
- Медаль «В память русско-японской войны» (1907)
- Медаль «В память 300-летия царствования дома Романовых» (1913)
- Георгиевское оружие (ВП 09.03.1915),

«... за то, что командуя 1-й батареей 10-го мортирного артиллерийского дивизиона и находясь на наблюдательном пункте под сильным ружейным огнём, умело управлял огнём своей батареи, чем и остановил наступление превосходных сил противника, подошедших к батареям на 400 саженей.» 
- мечи и бант к ордену Святого Станислава 3-й ст. (ВП 02.04.1915)
- Орден Святого Владимира 3-й ст. с мечами (ВП 29.05.1915)
- Четырежды – Высочайшее благоволение «за отличия в делах…» (ВП 20.07.1915; ВП 04.11.1915; ВП 06.11.1915; ВП 05.07.1916)
- [5]